# Flugplatz Mötzlich
Der Flugplatz Mötzlich in Halle (Saale) entstand 1916 als Militärflugplatz der Fliegerabteilung 14 der kaiserlichen Armee (120 Flugzeuge zur Pilotenausbildung) und bestand bis zur Schließung 1919.
Von 1934 bis 1937 wurde der Flugplatz westlich von Mötzlich als Standort der Klemm-Flugzeugwerke Halle (Zweigwerk der Leichtflugzeugbau Klemm in Böblingen) genutzt und im Dezember 1937 von Friedrich Siebel mit großen Werkhallen ausgestattet und zum Hauptwerk seiner Siebel Flugzeugwerke gemacht. Während des Zweiten Weltkrieges waren die Siebel Flugzeugwerke mehrfach Ziel alliierter Bombenangriffe  und wurden samt Flugplatz am 30. März 1945 vollständig zerstört.
Auf dem Gelände des ehemaligen Flugplatzes befinden sich heute ein Autohaus, eine Tankstelle, ein Hundeverein sowie brach liegende Reste der Flugzeugwerkshallen. 
An der Straßenbahn-Endhaltestelle „Frohe Zukunft“ erinnert ein Mahnmal an die Gräuel, die sich während des Zweiten Weltkrieges mit sämtlichen Häftlingen des KZ-Außenlagers Birkhahn als Arbeitskräfte der Flugzeug-Kriegsindustrie abspielte.